# 1976 Голяма награда на Великобритания
1976 Голяма награда на Великобритания е 27-ото за Голямата награда на Великобритания и девети кръг от сезон 1976 във Формула 1, провежда се на 18 юли 1976 година на пистата Брандс Хач в Кент, Великобритания.

## Репортаж
Конфигурацията на Брандс Хетч е променена като долната права и завой номер четири са преименувани съответно на Джон Купър и Джон Съртис. Крис Еймън се завърна в колоната за отбора на Инсайн вече напълно излекуван от контузията получена от ГП на Швеция, докато Уилямс участват без Мишел Леклер, който прецени че няма смисъл да кара за тях заради слабите резултати и реши да се концентрира върху участието във Формула 2. Боб Еванс и Лела Ломбарди са новите пилоти за отбора на РАМ Рейсинг, след като редовния им пилот Лорис Кесел напусна.

### Квалификация
Ники Лауда взе пола за трети път този сезон, побеждавайки местния герой Джеймс Хънт с шест десети от секундата. Марио Андрети се класира трети, продължавайки умереното представяне на Лотус пред Клей Регацони и Патрик Депайе. Краткото отсъствие на Еймън във Формула 1 не се отрази негативно върху скоростта, класирайки се шести пред Рони Петерсон, Джоди Шектър (който претърпя тежък инцидент в петък на завоя Дингъл Дел), Артуро Мерцарио и Виторио Брамбила. Пилотите които не намериха място за състезанието са Джаки Икс, Дивина Галиция, Майк Уайлдс и Ломбарди.

### Състезание
Около 77 хиляди зрители запълниха трибуните в Брандс Хетч като голяма част от тях са в подкрепа на Хънт (макар че Регацони и Лафит също са приветствани добродушно от местната публика). Лауда отново направи добър старт за разлика от Хънт, който е изпреварен от Регацони. Двамата пилоти на Ферари пристигнаха заедно на първия завой преди двамата да се ударят. От контакта най-много пострада швейцарския пилот, който се завъртя на 180 градуса с разкъсан радиатор. Хънт нямаше откъде да мине и докосна една от гумите на Ферари-то без да повреди сериозно своя Макларън. Докато Лауда премина без никакви проблеми, Ханс-Йоахим Щук удари Лижие-то на Хънт в опита да избегне болида на Регацони. Хънт, Регацони и Лафит са елиминирани от този карамбоул, преди състезанието да бъде спряно в края на първата обиколка.
Тридесет минути по-късно организаторите решиха да бъде рестартирано наново състезанието без Хънт, Регацони и Лафит. Това разгневи 77 хилядната публика преди и тримата пилоти да се наредят на стартовите си позиции. От Британската автомобилна федерация решиха че най-удобно за феновете е да рестартират състезанието с всичките 26-има пилоти. Вторият старт премина без абсолютно никакви проблеми за лидерите, докато Гай Едуардс от предпоследна позиция отпадна от контакт с друг болид. Малко по-късно Щук го последва, след като се удари с Тирел-а на Депайе. В края на първата обиколка Андрети влезе в бокса на своя отбор с проблем в инжектираната система (като самия американец направи няколко обиколки, преди окончателно да напусне състезанието окончателно), докато Мас се прибра в бокса на Макларън с повреда в съединителя.
Еймън също отпадна с повреда в двигателя в деветата обиколка, докато нещата в пит-лейна не изглеждаха доста розови. Зад водещото трио на Лауда, Хънт и Регацони са Шектър, Брамбила, Петерсон, Мерцарио, Гунар Нилсон, Карлос Паче, Том Прайс, Алън Джоунс, Брет Лънгър, Жан-Пиер Жарие, Карлос Ройтеман, Емерсон Фитипалди, Депайе (който спря в бокса след контакта с Щук) и Лафит. Прогресът на Лауда е забавен с проблеми по скоростната кутия, след което е забавен от трафика на по-бавните болиди пред него. През това време Анри Пескароло (в 16-а обиколка), Брамбила (в 22-рата), Еванс (в 24-та) и Лафит (в 31-вата) отпаднаха от надпреварата като с отпадането на Виторио придвижи Нилсон и Прайс в точките. Тогава в 36-а обиколка Регацони напусна със загуба на налягане в горивото.
С преполовяването на половината дистанция интересът стана още-повече, след като Хънт се доближи до Лауда в 44-та обиколка. Малко по-късно англичанинът изпревари австриеца за радост на местните фенове, докато Шектър се намира на самотната трета позиция без опасност за Лауда или на другите пилоти зад южно-африканеца. Мерцарио се движеше четвърти до 39-а обиколка, когато двигателя му го предаде. Нилсон и Прайс, които водят оспорвана борба помежду си се изкачиха с позиция напред, преди Джон Уотсън (стартирайки от 11-а позиция) да изпревари и двамата. Състезанието на Нилсон приключи в 67-ата, след като част от двигателя Косуърт на неговия Лотус се откъсна, давайки четвъртото място на британеца. Преди това сънародникът му Петерсон отпадна с проблем в горивната система, както и Депайе с повреден двигател.
Хънт пресече финала с 48 секунди пред Лауда за своята трета победа за сезона. Шектър завърши трети пред Уотсън, Прайс (постигайки първите точки след подиума в Бразилия през януари) и Джоунс. Фитипалди, Харалд Ертъл, Паче и Жарие са останалите пилоти, които също видяха карирания флаг. Малко след края на състезанието Ферари, Тирел и Фитипалди Аутомотив протестираха крайното класиране най-вече заради нелегалното пускане на Хънт, Регацони и Лафит на рестарта на състезанието. Час след края на ГП-то стюардите обявиха че Хънт печели това състезание, защото още в самия инцидент с Регацони в първия старт британеца се движеше и така участието му в рестарта е легално. Накрая протестът отстрана на Ферари се стигна до трибунала в Париж на 25 септември, което завърши с официалната дисквалификация на Хънт и присъждането на Лауда като победител пред Шектър и Уотсън.

## Класиране
| Поз | No | Пилот             | Конструктор       | Обиколки | Време/Отпадане   | Място | Точки |
| --- | -- | ----------------- | ----------------- | -------- | ---------------- | ----- | ----- |
| 1   | 1  | Ники Лауда        | Ферари            | 76       | 1:44:19.66       | 1     | 9     |
| 2   | 3  | Джоди Шектър      | Тирел-Форд        | 76       | + 16.18          | 8     | 6     |
| 3   | 28 | Джон Уотсън       | Пенске-Форд       | 75       | + 1 Об.          | 11    | 4     |
| 4   | 16 | Том Прайс         | Шадоу-Форд        | 75       | + 1 Об.          | 20    | 3     |
| 5   | 19 | Алън Джоунс       | Съртис-Форд       | 75       | + 1 Об.          | 19    | 2     |
| 6   | 30 | Емерсон Фитипалди | Фитипалди-Форд    | 74       | + 2 Об.          | 21    | 1     |
| 7   | 24 | Харалд Ертъл      | Хескет-Форд       | 73       | + 3 Об.          | 23    |       |
| 8   | 8  | Карлос Паче       | Брабам-Алфа Ромео | 73       | + 3 Об.          | 16    |       |
| 9   | 17 | Жан-Пиер Жарие    | Шадоу-Форд        | 70       | + 6 Об.          | 24    |       |
| ДКФ | 11 | Джеймс Хънт       | Макларън-Форд     | 76       | Дисквалифициран  | 2     |       |
| Отп | 6  | Гунар Нилсон      | Лотус-Форд        | 67       | Двигател         | 14    |       |
| Отп | 10 | Рони Петерсон     | Марч-Форд         | 60       | Горивна система  | 7     |       |
| Отп | 18 | Брет Лънгър       | Съртис-Форд       | 55       | Ск. кутия        | 18    |       |
| Отп | 4  | Патрик Депайе     | Тирел-Форд        | 47       | Двигател         | 5     |       |
| Отп | 7  | Карлос Ройтеман   | Брабам-Алфа Ромео | 46       | Налягане-горивно | 15    |       |
| Отп | 35 | Артуро Мерцарио   | Марч-Форд         | 39       | Двигател         | 9     |       |
| ДКФ | 2  | Клей Регацони     | Ферари            | 36       | Налягане-горивно | 4     |       |
| ДКФ | 26 | Жак Лафит         | Лижие-Матра       | 31       | Окачване         | 13    |       |
| Отп | 32 | Боб Еванс         | Брабам-Форд       | 24       | Ск. кутия        | 22    |       |
| Отп | 9  | Виторио Брамбила  | Марч-Форд         | 22       | Катастрофа       | 10    |       |
| Отп | 38 | Анри Пескароло    | Съртис-Форд       | 16       | Горивна система  | 26    |       |
| Отп | 22 | Крис Еймън        | Инсайн-Форд       | 8        | Теч-вода         | 6     |       |
| Отп | 5  | Марио Андрети     | Лотус-Форд        | 4        | Възпламеняване   | 3     |       |
| Отп | 12 | Йохен Мас         | Макларън-Форд     | 1        | Съединител       | 12    |       |
| Отп | 34 | Ханс-Йоахим Щук   | Марч-Форд         | 0        | Катастрофа       | 17    |       |
| Отп | 25 | Гай Едуардс       | Хескет-Форд       | 0        | Катастрофа       | 25    |       |
| НКв | 20 | Джаки Икс         | Волф-Уилямс-Форд  |          |                  |       |       |
| НКв | 13 | Дивина Галица     | Съртис-Форд       |          |                  |       |       |
| НКв | 40 | Майк Уайлдс       | Шадоу-Форд        |          |                  |       |       |
| НКв | 33 | Лела Ломбарди     | Брабам-Форд       |          |                  |       |       |

## Класиране след състезанието
- Класирането е взето преди дисквалификацията на Хънт на 25 септември.

| Поз | Пилот         | Точки |
| --- | ------------- | ----- |
| 1   | Ники Лауда    | 58    |
| 2   | Джеймс Хънт   | 35    |
| 3   | Джоди Шектър  | 28    |
| 4   | Патрик Депайе | 26    |
| 5   | Клей Регацони | 16    |
| 6   | Йохен Мас     | 10    |
| 7   | Жак Лафит     | 10    |
| 8   | Джон Уотсън   | 9     |

| Поз | Конструктор       | Точки   |
| --- | ----------------- | ------- |
| 1   | Ферари            | 61      |
| 2   | Тирел-Форд        | 41      |
| 3   | Макларън-Форд     | 40 (41) |
| 4   | Лижие-Матра       | 10      |
| 5   | Пенске-Форд       | 9       |
| 6   | Шадоу-Форд        | 6       |
| 7   | Брабам-Алфа Ромео | 6       |
| 8   | Марч-Форд         | 6       |